# Référendums irlandais de 2002
Deux référendums ont lieu en Irlande en 2002 afin de modifier la Constitution :
- le 6 mars 2002 sur l'avortement ;
- le 19 octobre 2002 sur le traité de Nice.